# Zarzian
Het Zarzian is een archeologische cultuur uit het laatpaleolithicum en epipaleolithicum in Zuidwest-Azië, met name in het Zagrosgebergte. Ze is gedateerd van 18.000/15.000 tot 8.000 voor Christus, dat betekent gelijktijdig met het Kebarian en Natufian in Syrië en Palestina. De naam Zarzian werd voor het eerst gebruikt door Dorothy Garrod na haar opgraving in 1928 van de Zarzi-site in Iraaks-Koerdistan. De cultuur ontstond uit het voorafgaande Baradostian en werd opgevolgd door het neolithische M'lefatian.
De belangrijkste locaties zijn de Palegawra-grot, de Shanidar-grot, Zarzi, Warwasi, Pa Sangar en Ghar-i-Khar. Het was een cultuur van mobiele jagers en verzamelaars, die mogelijk per seizoen wisselden tussen bepaalde valleien, bergen en heuvels. Palegawra, Zarzi, Warwasi en Pa Sangar werden geclassificeerd als zomerkampen, terwijl Shanidar en Mar Gurgalan Sarab werden geïnterpreteerd als basiskampen.
De belangrijkste prooidieren waren onagers, moeflons, oerossen, hazen, vossen, gazellen, bezoargeiten, edelherten en fluithazen, maar ook schildpadden. De bezoargeiten werden waarschijnlijk als eersten in de Zagros gedomesticeerd. In Palegawra werden mosselen van de soort Unio tigrides alsook de krab Potamon potamios gevonden. In Zarzi werden vissen en krabben gevonden, en op sommige sites vond men de tuinslak Helix salomonica. Ook de Perzische woestijnmuis vormde een belangrijk onderdeel van het dieet: In de Palegawra-grot vormen hun botten 10,8% van de zoogdierfossielen. De domesticatie van de hond en het gebruik van pijl en boog speelden een belangrijke rol bij de jacht, vooral op kleinere en snellere zoogdieren.
Kenmerkend voor de werktuigset is een aandeel tot 20 procent van microlieten. Deze zijn meestal kort en vormen asymmetrische trapezoïden, plus driehoeken met inkepingen. Bepaalde soorten microlieten zijn karakteristieker voor de vroege, koud-aride fase van het Zarzian (mogelijk vanaf het Laatste Glaciale Maximum), andere voor een volgende, warmere fase. Dit geldt vooral voor de overgang van niet-geometrische naar geometrische microlieten. In de latere fase van het Zarzian domineerden niet de in het Natufian veel voorkomende halvemaanvormige microlieten (lunates). Desalniettemin vertonen de twee culturen grote overeenkomsten, hetgeen vaak wordt geïnterpreteerd als een indicatie van uitgebreide netwerken. Bij beide culturen werden mosselschelpen als sieraden gebruikt. Deze kwamen bij het Natufian vooral uit de Middellandse Zee en de Zwarte Zee, bij het Zarzian meer uit de Perzische Golf.
Voor zover bekend bestonden in het Zarzian geen nederzettingen en dorpen zoals in het Natufian. Pas aan het einde van het tijdperk worden de eerste dorpsachtige bouwwerken gevonden, zoals bij Zawi Chemi.